# Pobre gallo
Pobre gallo es una telenovela chilena transmitida por Mega desde el 6 de enero hasta el 22 de agosto de 2016. Es protagonizada por Álvaro Rudolphy, Paola Volpato e Íngrid Cruz.

## Argumento
Nicolás Pérez de Castro (Álvaro Rudolphy) es un hombre nacido en el pueblo de Yerbas Buenas, que vive en Santiago de Chile desde que ingresó a la universidad. Desde su llegada a Santiago, agarró los aires de la capital, que lo convirtieron en lo que es ahora; un hombre exitoso y moderno, un buen esposo y padre de familia y todo un empresario prestigioso y trabajólico, que está conectado a las redes sociales; todo el día está en Facebook, Twitter o Instagram, inclusive se expresa mejor ahí que en el mundo real, lo que provoca poco a poco una relación algo desgastada con su familia. Pero un día, Nicolás cae en desgracia cuando, de un momento a otro, todo se arruina: su mujer, Florencia Achondo (Antonia Zegers) decide abandonarlo y se va junto a su profesor de yoga. Tras perseguirla al aeropuerto y descubrirla con otro hombre, el empresario se desmaya en un instante y despierta en una clínica.
El doctor de Nicolás le diagnostica un vértigo agudo e invalidante, producto del estrés y su excesiva pasión por el trabajo. ¿Conclusión? Debe desconectarse por completo y dejar la ciudad. Por esta razón se traslada con sus dos hijos a Yerbas Buenas, la tierra donde nació y creció; concretamente, la familia santiaguina llega al fundo familiar, donde vive su padre, Onofre (Jaime Vadell), un vividor de la vida. En este lugar se encontrarán con otro tipo de vida mucho más tranquila y sencilla. Pero los conflictos comenzarán cuando conozcan a personas con las que no estaban acostumbrados a compartir: gente del campo, mapuches, carabineros y coquetas autoridades. Además de estos habitantes que son los más variopintos y particulares, está el cura del pueblo, el Padre Armijo (Mauricio Pesutic), que tiene bien poco de discreto y en las conversaciones ironiza con las cosas que se entera en las confesiones.
La vida de Nicolás se verá radicada en el amor de la Suboficial Mayor de Carabineros, Patricia Flores (Paola Volpato), una mujer que para servir al país ha tenido que pasar por muchas cosas, y hacer que su familia se dedique a lo mismo, por algo está casada con uno de sus subordinados, el Oficial Eduardo Silva (Andrés Velasco). Por lo mismo, su hijo mayor, Francisco (Ignacio Garmendia), siguió fielmente los pasos de sus padres como uno de los carabineros del pueblo. Pero también, el estresado yerbabuenino con aires de santiaguino se topará casualmente con el reencuentro de un antiguo amor de adolescencia, la Alcaldesa de Yerbas Buenas, Carola García del Río (Íngrid Cruz), una hermosa mujer viuda y con 2 hijos: Andrea (Mariana di Girolamo) y Tomás González (Vicente Soto). Esta mujer de armas tomar ha mantenido una relación con Nicolás cuando estaban en el colegio, y ahora que el empresario ha vuelto a su tierra natal, ella quiere que sea suyo, y nunca más se le vaya de nuevo, como lo hizo él años atrás. Aunque cabe mencionar que Carola tuvo un 'affaire' con Eduardo, incluso mucho antes de que fuera elegida como alcaldesa.
Por otro lado, el regreso de Nicolás a Yerbas Buenas no solo le cambiará radicalmente la vida, sino que también, con la llegada de sus dos hijos, Camila (Montserrat Ballarín) y Borja (Augusto Schuster), se formaran triángulos amorosos. Por un lado, con la llegada de Camila, Francisco demuestra ser un joven muy romántico y divertido que se enamorará completamente de ella y hará todo lo posible por conquistarla, incluso si debe arriesgar el uniforme de carabinero para conseguir su objetivo. Por el otro lado está Lincoyán Huaiquimil (Francisco Puelles), el capataz del fundo de Onofre, quien siempre ha sido un joven servicial y fiel a las costumbres de la cultura mapuche; a pesar de que está comprometido junto a Jackie Galindo (Dayana Amigo), la joven más sensual y deseada por todos los hombres de Yerbas Buenas, especialmente por Railef (Fernando Godoy), uno de los mejores carabineros quien resulta ser el hermano menor de Lincoyán, el joven capataz también se fijará en Camila, debido a su particular encanto que nunca esperará ni conseguirá encontrar en ninguna de las jóvenes campesinas. En muchos aspectos, Francisco y Lincoyán revolucionarán el corazón de la joven santiaguina y la harán confundirse entre ambos hombres.
Por otra parte Borja, al llegar al pueblo revolucionará el corazón de Andrea, una joven rebelde de 18 años, quien siempre encuentra motivos con tal de desafiar a su madre Carola, trata de estar siempre a la moda y  espera terminar el Colegio para poder irse de Yerbas Buenas para empezar una nueva vida en Santiago, ella también mantiene una relación de hace 6 años con Juan (Pedro Campos), el hijo menor de Patricia y Eduardo, que está absolutamente enamorado de su pareja, pero con la llegada de Borja, y con la gran amistad y el acercamiento que desarrolla con Andrea despertarán en él los celos a niveles demasiado incontrolables y hará hasta lo imposible para que ella se separe de aquel intruso recién llegado. Pero cuando Borja ingresa al Colegio de Yerbas Buenas, él se fijará en Martuca Mansilla (Stephanie Méndez), la cruel archirrival de Andrea, lo que provocarán celos en la hija de la alcaldesa y por lo que ella se dará cuenta de que está empezando a sentir cosas por el joven santiaguino.
Las cosas parecen perfectas en Yerbas Buenas, pero la familia santiaguina dejará su huella en el pueblo, y hará que todo el entorno quede revolucionado. Podrá Nicolás Pérez de Castro reencontrarse con sus raíces tras pisar su tierra natal; revivir una vida simple y tan distinta a la que estaba acostumbrada, alejándose de Facebook, Twitter, Instagram, y muchas de las aplicaciones cotidianas que se usan en la actualidad; acercarse un poco más a sus hijos y ser el papá que había sido antes de que el trabajo lo consumiera por completo; adaptarse a la naturaleza y ser frente a su padre el hijo humilde y sencillo que nunca fue; y dejar huella en la vida de la Alcaldesa Carola García del Río y la Suboficial Mayor Patricia Flores, las dos autoridades máximas del pueblo.

## Elenco
- Álvaro Rudolphy como Nicolás Pérez de Castro
- Paola Volpato como Patricia Flores
- Ingrid Cruz como Carolina García del Río vda. de González
- Andrés Velasco como Eduardo Silva
- Antonia Zegers como Florencia Achondo.
- Cristian Carvajal como José Miguel "Pepe" Salgado.
- Mariana di Girolamo como Andrea González
- Augusto Schuster como Borja Pérez de Castro
- Montserrat Ballarín como Camila Pérez de Castro
- Mauricio Pešutić como Padre Alamiro Armijo / Amador Armijo.
- Gabriela Hernández como Rayén Cheuquepan.
- Jaime Vadell como Onofre Pérez de Castro.
- Teresita Reyes como Gloria Ramírez.
- Fernando Farías como Minchequeo Huaiquimil.
- Ignacio Garmendia como Francisco Silva.
- Fernando Godoy como Railef Huaiquimil.
- Dayana Amigo como Jacqueline Galindo.
- Valentina Carvajal como Dominga Ortúzar.
- Pedro Campos como Juan Silva.
- Francisco Puelles como Lincoyán Huaiquimil
- Carolina Arredondo como Llankuray Inalaf.
- Otilio Castro como Esteban Galindo.
- Vicente Soto como Tomás González.
- Francesca Poloni como Paula Silva.
- Stephanie Méndez como Marta Mansilla.

}}

## Participantes
- José Antonio Raffo como Mauricio Andrade.
- Marcela de la Carrera como Irma "Irmita" Cancino.
- Luz María Yacometti como Carmen Troncoso.
- Eduardo Cumar como Roberto Ossandón.
- Romina Norambuena como Daniela Morales.
- Catalina Vera como Noemí.

## Producción
Sus grabaciones comenzaron el 16 de noviembre de 2015.[cita requerida]

## Recepción
Su estreno tuvo 30,2 puntos de índice de audiencia con un peak de 32 puntos. La teleserie debutó en horario estelar y se mantuvo por dos meses en dicho horario. En marzo, toma su horario ideal tras finalizar Papá a la deriva, la segunda producción televisiva del horario vespertino. En su último episodio la telenovela promedió 23 puntos de índice de audiencia con peaks de 28 puntos.

## Banda sonora
| Intérprete                                       | Tema                      | Personaje(s)          | Actor(es)                               |
| ------------------------------------------------ | ------------------------- | --------------------- | --------------------------------------- |
| Iván Alejandro                                   | «Una nueva vida»          | Tema central          | Tema central                            |
| Francisca Sfeir                                  | «A donde va el amor»      | Nicolás y Patricia    | Álvaro Rudolphy y Paola Volpato         |
| Pancho y la Sonora Colorada                      | «La colita»               | Nicolás y Carola      | Álvaro Rudolphy e Íngrid Cruz           |
| Augusto Schuster                                 | «Lloré»                   | Andrea y Borja        | Mariana Di Girolamo y Augusto Schuster  |
| Matt Hunter                                      | «Más que tu amigo»        | Andrea y Juan         | Mariana Di Girolamo y Pedro Campos      |
| David Versailles Ft. Mario Guerrero              | «Bendita locura»          | Martuca y Borja       | Stephanie Méndez y Augusto Schuster     |
| Víctor Rojas                                     | «Quiere que le de manjar» | Martuca y Borja       | Stephanie Méndez y Augusto Schuster     |
| Carlos Baute                                     | «Perdimos el control»     | Camila y Francisco    | Montserrat Ballarín e Ignacio Garmendia |
| Abel Pintos                                      | «De solo vivir»           | Camila y Lincoyán     | Montserrat Ballarín y Francisco Puelles |
| Cali y El Dandee Ft. Juan Magán, Sebastián Yatra | «Por fin te encontré»     | Llankuray y Francisco | Carolina Arredondo e Ignacio Garmendia  |
| Alejandro González Ft. Mike Bahia                | «Le hace falta un beso»   | Jackie y Lincoyán     | Dayana Amigo y Francisco Puelles        |
| Américo                                          | «A prueba de balas»       | Patricia y Eduardo    | Paola Volpato y Andrés Velasco          |
| Joey Montana                                     | «Picky»                   | Jackie y Railef       | Dayana Amigo y Fernando Godoy           |
| Carlos Esquivel                                  | «La vida contigo»         | Jackie y Railef       | Dayana Amigo y Fernando Godoy           |
| Los Totora                                       | «El Tequila»              | Locaciones            | Locaciones                              |
| Alex y el Clan Azabache                          | «El baile del caballito»  | Locaciones            | Locaciones                              |

## Premios y nominaciones
| Año  | Premio           | Categoría                                 | Nominados                      | Resultados |
| ---- | ---------------- | ----------------------------------------- | ------------------------------ | ---------- |
| 2016 | Premios Effie    | Medios de comunicación / Alto presupuesto | Dittborn y Unzueta, PHD y Mega | Bronce     |
| 2016 | Copihue de Oro   | Mejor serie o teleserie                   | Pobre gallo                    | Nominada   |
| 2016 | Copihue de Oro   | Mejor actriz                              | Paola Volpato                  | Nominada   |
| 2016 | Copihue de Oro   | Mejor actor                               | Fernando Godoy                 | Ganador    |
| 2017 | Premios Caleuche | Mejor actriz protagónica                  | Paola Volpato                  | Nominada   |
| 2017 | Premios Caleuche | Mejor actor de soporte                    | Francisco Puelles              | Nominado   |

## Retransmisiones
Retransmitida desde el 26 de mayo del 2020 a las 19 hrs hasta el 1 de enero de 2021. 